# 埃吹く街
『埃吹く街』（ほこりふくまち、草木社、1948年2月10日）は、日本の歌人、近藤芳美の最初の個人歌集。装幀は上野省策。本文182頁、歌数447首。

## 概要
歌集名「埃吹く街」は、歌集中に収録された一歌篇のタイトル「埃吹く街」から採られたものである。同歌篇のなかには、タイトルのもとになった「日の入りの埃吹かるる橋の上いだかれて立つ表情もなく」「街空は吹ける埃ににごりつつ富籤に寄る少年のむれ」といった歌がある。この歌集には、1945年10月から1947年6月までに制作された作品が収録されている。この制作時期は、後に刊行された『早春歌』の収録歌の制作時期より新しい。しばしば引用される歌に次のようなものがある。
- いつの間に夜の省線にはられたる軍のガリ版を青年が剥ぐ
- 世をあげし思想の中にまもり来て今こそ戦争を憎む心よ
- 水銀の如き光に海見えてレインコートを着る部屋の中
- 耳のうら接吻すれば匂ひたる少女なりしより過ぎし十年